# 劉憲寵
劉憲寵（1551年—1634年），字抑之，號行素，浙江寧波府慈谿縣人，明朝政治人物。

## 生平
萬曆七年（1579年）己卯浙江鄉試十六名舉人。萬曆十四年（1586年）丙戌科會試第五十三名，未廷試，二十年（1592年）登壬辰科三甲十五名進士。兵部觀政，授吉安府推官，二十六年升工部虞衡司主事，二十七年調禮部主事，二十九年升员外郎，三十三年历官禮部仪制司郎中。神宗将立太子，以“册宝未具”為由，传谕改期，宪宠急请大学士沈一贯封还，其事乃定。三十四年升光禄寺少卿，三十五年养病。
熹宗立，天啓元年（1621年）起光禄寺少卿，十二月升太僕寺少卿，二年五月升通政使司右通政，三年七月升南京太僕寺卿，五年五月被御史李應公弹劾，革职闲住。天啟間，被魏忠贤指为东林党，遭削籍。崇祯初年（1628年）复官。

## 著作
著有《诗经会说》。

## 家族
曾祖劉鉞；祖父劉津；父劉廷寅，曾任廩生。母葉氏。兄劉志業，按察司副使；劉志伊，工部右侍郎；劉志登，嘉靖四十三年舉人；劉志明；劉志在，萬曆元年舉人；弟劉志㬇；劉志儼，庠生；劉志選，刑部主事；劉志偀，庠生；劉志昕；劉志宸，庠生；劉志曉；劉志昇。